# Helladia flavescens
Helladia flavescens là một loài bọ cánh cứng trong họ Cerambycidae.